# Deutschsprachige Kultur in Prag
Deutschsprachige Kultur war ein wichtiger Bestandteil der Prager Geschichte.

## Demographische und politische Entwicklung

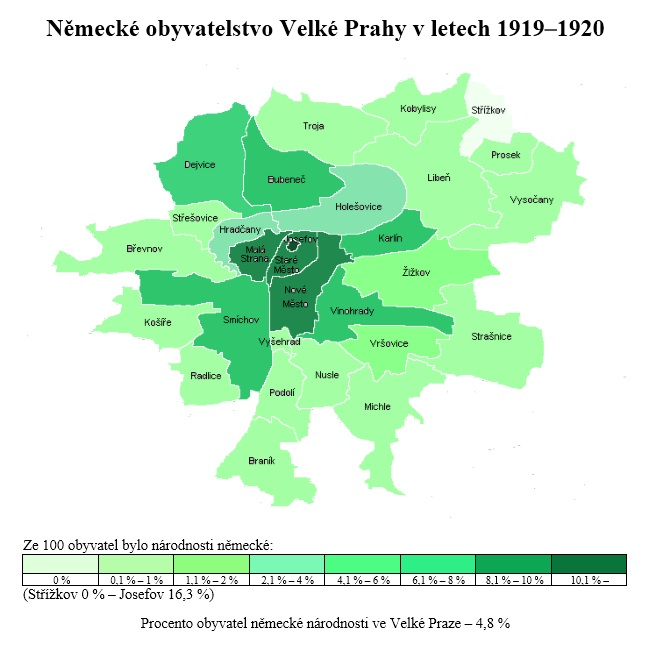
Deutschsprachiger Anteil in Prag 1919–1920

Prag als Hauptstadt des tschechischsprachigen Königreichs Böhmen war seit dem frühen Mittelalter eine zweisprachige Stadt, in der Deutsche und Tschechen nebeneinander lebten. Im 15. und 16. Jahrhundert wurden die Bestrebungen zur Aufrechterhaltung der tschechischsprachigen Kultur durch die kirchenreformatorischen Aktivitäten von Jan Hus und seinen Anhängern gegen verschiedene äußere Einflüsse gestärkt.
Nach der Eroberung Böhmens durch die Habsburgermonarchie 1620 in der Schlacht am Weißen Berg wurde Deutsch nach der Verneuerten Landesordnung neben dem Tschechischen Amtssprache. Es entstanden vielfache familiäre, wirtschaftliche und persönliche Beziehungen zu der deutschsprachigen Bevölkerung in den böhmischen Randregionen (Böhmendeutsche) und in den deutschsprachigen Nachbarländern.
Deutschsprachige Adlige lebten im 19. Jahrhundert vor allem auf der Kleinseite westlich der Moldau, die anderen in der Altstadt und der Neustadt. Außerdem gab es eine traditionsreiche jüdische Bevölkerung im Stadtteil Josefstadt (Josefov, früher Judenstadt), die als Umgangssprache ein Hochdeutsch, das sogenannte Prager Deutsch, sprach.
Die ersten offiziellen Zählungen ergaben 1846 66.046 deutschsprachige und 36.687 tschechischsprachige Bewohner. Diese Zahlen wurden von den Pfarrgemeinden angegeben, sie waren wahrscheinlich etwas zugunsten der deutschsprachigen Bevölkerung zu hoch. Dazu gab es etwa 6.400 Juden.
Mit der Einführung der sprachlichen Gleichberechtigung in Böhmen ab 1861 setzte sich das Tschechische schnell als einzige offizielle Amtssprache in der Stadt durch. In dieser Zeit wuchs die Bevölkerung der Stadt durch den Zuzug tschechischer Arbeiter innerhalb weniger Jahrzehnte auf fast das Doppelte (1880 213.000, 1910 405.000). Bedingt durch Industrialisierung und Bevölkerungszuwachs sank der Anteil der deutschsprachigen Bevölkerung in Prag auf unter zehn Prozent (1880 39.000, 1910 33.000). im Prager Stadtrat ergab sich eine zunehmende tschechischsprachige Mehrheit. Seit 1872 gab es offiziell nur noch tschechische Straßennamen.
Die deutsche Bevölkerung hatte aber in dieser Zeit noch immer einen großen Anteil in führenden Positionen in Wirtschaft und Kultur.
1899 gab es mehrtägige Ausschreitungen gegen deutsche und jüdische Einrichtungen, die erst durch das Eingreifen von Militär beendet werden konnten.
Im Oktober 1918 wurde Prag zur Hauptstadt der neugegründeten Tschechoslowakischen Republik. Danach wurde eine Reihe deutscher Einrichtungen geschlossen. Es blieb aber eine bedeutende deutsche Minderheit in der Stadt.
Nach der Besetzung des Landes durch die deutsche Wehrmacht 1939 wurde Deutsch wieder eine offizielle Amtssprache in Prag wie auch im gesamten Protektorat Böhmen und Mähren. Es wurde aber in Behörden, Schulen und anderen öffentlichen Einrichtungen weiter tschechisch gesprochen.

## Deutsche Kultur in Prag

Ständetheater, um 1830

### Kulturelle Einrichtungen
1724 gründete Graf Franz Anton von Sporck in Prag das erste öffentliche Operntheater in Böhmen. 1739 wurde dieses vom Theater an der Kotzen abgelöst. 1783 wurde ein neues Nationaltheater eröffnet. in dem 1791 die Oper Don Giovanni von Wolfgang Amadeus Mozart uraufgeführt wurde. Später wurde es zum böhmischen Ständetheater, in dem (seltener) auch tschechische Theaterstücke gespielt wurden.
In Prag erschienen einige deutschsprachige Zeitungen und Zeitschriften.
An der Karlsuniversität wurde Deutsch seit etwa 1800 die offizielle Sprache, ebenso in den drei Gymnasien (vorher Lateinisch). 1812 weilte Ludwig van Beethoven in Prag.
Nach 1861 entstand eine deutlichere Sprachentrennung in Schulen und dem öffentlichen Leben. Es wurden neue deutschsprachige und tschechischsprachige Schulen gegründet. Deutscherseits kamen zu dem bestehenden Kleinseitner Gymnasium das Staats-Gymnasium mit deutscher Unterrichtssprache in der Altstadt, das Stephansgymnasium und das Neustädter Gymnasium. 1882 wurde die Karlsuniversität in einen deutschen und einen tschechischen Teil aufgespalten. Es gab deutsche Studentenverbindungen und die Lese- und Redehalle der deutschen Studenten in Prag. Das Deutsche Haus war ein kultureller Treffpunkt der Deutschen. 1882 wurde als Gegenstück zum tschechischen Nationaltheater ein zweites deutsches Theater gegründet.

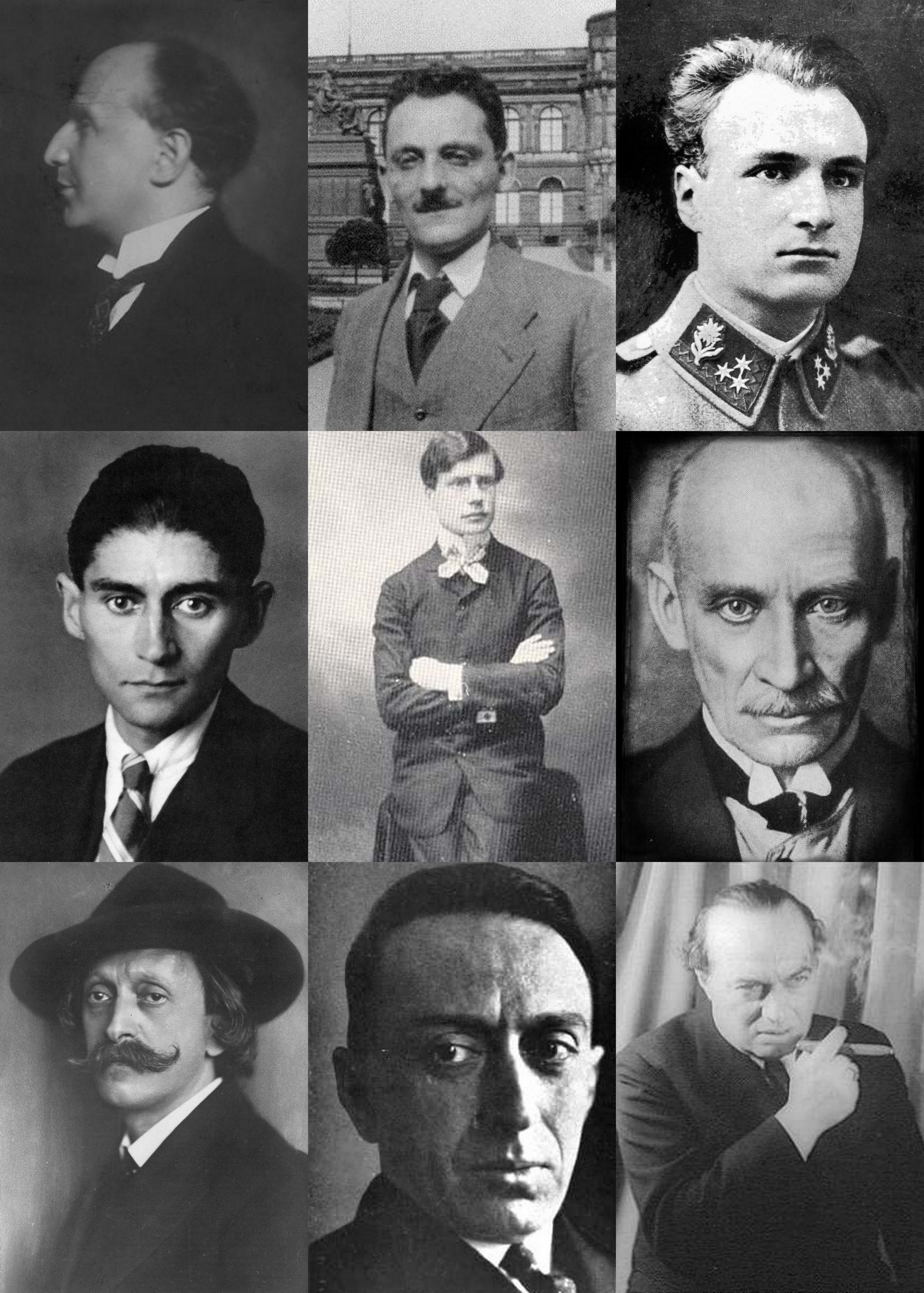
Deutsche Schriftsteller in Prag:Oskar Baum, Max Brod, Franz Janowitz, Franz Kafka, Paul Leppin, Gustav Meyrink, Hugo Salus, Ernst Weiss, Franz Werfel

### Deutsche Literatur in Prag
Seit etwa 1890 entstand eine neue deutschsprachige Literatur junger Autoren, von denen einige bald eine große Bekanntheit erlangten, wie Rainer Maria Rilke, Franz Kafka und Max Brod, die den Prager Kreis bildeten. Zwischen 1928 und 1937 bestand eine Vereinigung deutschsprachiger bildender Künstler, die Prager Secession, darunter Anton Bruder, Willi Nowak und Maxim Kopf.
Nach 1918 erschienen in der Stadt weiterhin einige deutschsprachige Zeitungen sowie andere deutschsprachige Literatur.

### Prag als Exilort deutscher Kultur
Nach der Machtübernahme der Nationalsozialisten in Deutschland 1933 suchten viele politisch Verfolgte zunächst Zuflucht in der benachbarten Tschechoslowakei. Da für Deutsche keine Visumspflicht bestand, war die Einreise vergleichsweise einfach. Bis 1938 flohen etwa 10.000 bis 20.000 Exilanten in die Tschechoslowakei, darunter etwa 5.000 Juden. Ab 1934 wurde Prag zu einem Zufluchtsort aus Deutschland geflüchteter Autoren wie Egon Erwin Kisch, außerdem zu einem wichtigen Ausgangsort für die Emigration von Deutschen in andere Länder.
Für Künstler, Journalisten und Schriftsteller bot die Tschechoslowakei ideale Bedingungen. Die Kultur war in weiten Teilen deutschsprachig geprägt durch die frühere Zugehörigkeit zu Österreich-Ungarn. Zudem konnten in dort Presseerzeugnisse und Publikationen ohne Zensur veröffentlicht werden. Neben Schriftstellern wie Heinrich und Thomas Mann oder Oskar Maria Graf siedelten sich in der Tschechoslowakei viele kommunistische Künstler und Schriftsteller an: Der Grafiker John Heartfield schuf dort seine Fotomontagen für die Arbeiter-Illustrierte-Zeitung. Im Malik-Verlag unter Leitung von Wieland Herzfelde erschienen Veröffentlichungen kommunistischer Autoren. Die Tschechoslowakei wurde ein Zentrum des Widerstands gegen das nationalsozialistische Deutschland. In Prag hatte nicht nur die Exil-SPD ihren Sitz, in der Tschechoslowakei wurden viele in Deutschland verbotene Zeitschriften, Zeitungen und Bücher gedruckt, die anschließend über die Grenze nach Deutschland geschmuggelt wurden, darunter die von der Exil-SPD herausgegebenen Deutschland-Berichte. In dieser Zeit erschien dort bis Juni 1938 die Exilausgabe der Weltbühne und 1935 der Roten Fahne.
Vielseitige Aktivitäten in Prager Emigrantenkreisen für eine freie deutsche Kunst und ein anderes Deutschland zogen zeitweise auch andernorts geflüchtete Exilanten wie Lion Feuchtwanger, Johannes R. Becher oder Erwin Piscator (1934, 1936) in die Stadt. Zusammenschlüsse wie der Bertolt-Brecht-Club, der Oskar-Kokoschka-Bund oder die Thomas-Mann-Gesellschaft waren Ausdruck eines Bemühens um organisierten Zusammenhalt, Selbstvergewisserung und Positionierung gegen Hitlers Politik.
Ein Ankommen im Sinne einer staatlichen Einbürgerung, wie es Heinrich und Thomas Mann nach ihrer Ausbürgerung aus Deutschland widerfuhr, blieb die Ausnahme. Vielmehr war Prag für eine Vielzahl der Emigranten eine Zwischenstation, um ein von Deutschland noch ferneres Exil zu finden. Die Lebenswege von Hans Sahl, Stefan Heym oder Ricarda und Heinz Schwerin bieten hierfür prominente Beispiele.
Mit dem Münchner Abkommen im September 1938 rückten die Nationalsozialisten räumlich näher an Prag heran. Helmut Krommer steht exemplarisch für viele, die schließlich nach dem völkerrechtswidrigen Einmarsch deutscher Truppen im März 1939 aus Lebensgefahr flohen, weil die Stadt nun keinen Schutz vor nationalsozialistischer Verfolgung mehr bot.
Zu den Verlusten, die das deutschsprachige Prag nach der deutschen Annexion der sogenannten „Resttschechei“ im Jahr 1939 und der Errichtung des Protektorats Böhmen und Mähren erlitt, gehörten auch die Einstellung angesehener Zeitungen und Zeitschriften, an denen Autoren der Prager deutschen Literatur mitgewirkt hatten. Das ursprünglich liberale, 1876 gegründete Prager Tagblatt, für das auch Max Brod von 1929 bis 1939 Theater- und Musikkritiken schrieb, wurde kurz nach der Okkupation Böhmens und Mährens am 5. April 1939 von den Nationalsozialisten eingestellt.
Das gleiche Schicksal erlitten die Prager Presse und die Bohemia.

### Nach dem Zweiten Weltkrieg
Nach 1945 wurde die Mehrheit der deutschsprachigen Bevölkerung des Landes verwiesen. Danach gab es nur noch wenige Deutschsprachige in der Stadt, die sich dem tschechischen Umfeld weitgehend anpassen mussten. Deutsche Sprache und Kultur wurden dann zumeist nur noch im Privaten gepflegt. Die verbliebenen Deutschen durften keine eigene Presse unterhalten.
Nach 1945 gab es nur noch vereinzelte deutschsprachige Veröffentlichungen in Prag, vor allem von offiziellen Stellen für das Ausland. Es gab verschiedene Angebote für Besucher aus den Nachbarländern Österreich, Bundesrepublik Deutschland und DDR.
Erst im September 1951 erschien als kommunistisches Propagandablatt wieder eine deutschsprachige Publikation unter dem Namen Aufbau und Frieden in Prag. 1966 wurde das Blatt in „Volkszeitung“ umbenannt und bis 1990 als Prager Volkszeitung mit dem Untertitel Das Wochenblatt der Deutschen in der ČSSR herausgegeben.  Die Zeitschrift war in den 1970er und 1980er Jahren zwar das Organ der deutschen Minderheit, wurde aber politisch stark kontrolliert. Die Prager Volkszeitung wurde in den Jahren der Normalisierung nach dem Prager Frühling scherzhaft als das Rudé právo in Deutsch bezeichnet.
1953 eröffnete die DDR ein Kulturzentrum in Prag und gründete 1988 die Auslandsschule der DDR. 1988 folgte Österreich mit einem Kulturforum in Prag (rakouské kulturní fórum) und gründete 1991 das Österreichische Gymnasium Prag (Rakouské gymnázium v Praze). Die Landesversammlung der Deutschen in Böhmen, Mähren und Schlesien (heute: Landesversammlung der deutschen Vereine in der Tschechischen Republik) gründete 1995 in Prag das private Thomas-Mann-Gymnasium mit angeschlossener Grundschule der deutsch-tschechischen Verständigung (Gymnázium Thomase Manna a Základní škola německo-českého porozumění). Seit 1990 gibt es ein Goethe-Institut in Prag. Die Landesversammlung ist seit 1994 auch Herausgeber der Landeszeitung, die seit 2014 als Landesecho erscheint.
Als letzte Repräsentantin deutschsprachiger Literatur in Prag galt die bekannte Schriftstellerin Lenka Reinerová, die 2008 verstarb. Nach ihr ist eine Straße im Prager Stadtteil Řepy (Prag 17) benannt.
Im Jahr 2004 wurde das Prager Literaturhaus deutschsprachiger Autoren in Form eines Stiftungsfonds auf Initiative der Autorin Lenka Reinerová zusammen mit dem damaligen Botschafter der Tschechischen Republik in Berlin František Černý und dem Präsidenten der Franz-Kafka-Gesellschaft, Kurt Krolop, gegründet, das deutschsprachige Autoren in Tschechien unterstützt, eine umfangreiche Bibliothek unterhält und zahlreiche Veranstaltungen anbietet.